# Bloque Obrero y Campesino
El Bloque Obrero y Campesino (BOC), en catalán Bloc Obrer i Camperol, fue una organización política española de ideología marxista, fundada en 1930 en Barcelona como resultado de la fusión del Partit Comunista Català (PCC) y la Federación Comunista Catalano-Balear (FCCB).También incorporó militantes valencianos de la Federación Comunista de Levante (FCL). 
La formación nacía como oposición al comunismo oficial de la Internacional Comunista o Tercera Internacional, representado por el Partido Comunista de España de la época. Sus principales dirigentes, entre los que destacaban Hilari Arlandis (FCL), Jordi Arquer (PCC), Pere Bonet, Víctor Colomer, Llibert Estartús, Àngel Estivill, Daniel Domingo, Jaume Miravitlles, Daniel Rebull (David Rey), Antonio Sesé, Abelard Tona y Joaquín Maurín (secretario general) propugnaban una federación de naciones socialistas dentro de España, a la vez que reivindicaban la lucha revolucionaria, disolución de las congregaciones religiosas, el internacionalismo proletario basado en la autonomía de los partidos nacionales y el derecho de autodeterminación de Cataluña. 
Al mismo tiempo, se opusieron al apoliticismo subversivo de la FAI y a la política social moderada de Esquerra Republicana de Catalunya, en un intento de atraer a los obreros, afiliados en gran parte a la CNT, pero con la carencia de un partido político propio. Los militantes procedían de los centros industriales de Cataluña, de algunas poblaciones de Valencia y también de parte de los payeses encuadrados en la Unió de Rabassaires y la Federación de Trabajadores de la Tierra.
En las elecciones de 1931, el BOC obtuvo unos 20.000 votos y los afiliados llegaron a ser unos 5.000. En 1933 propuso la creación de Alianza Obrera y participó en los hechos del seis de octubre de 1934 (proclamación del Estado Catalán) bajo esta bandera de unidad obrera, de la cual una fracción del BOC no quería excluir ninguna organización estableciendo para ello contactos con la Unió Socialista de Catalunya, el Partit Català Proletari y las secciones en Cataluña del Partido Socialista Obrero Español y del Partido Comunista de España, que conllevaron a la fusión en el Partit Socialista Unificat de Catalunya en 1936. 
Otra fracción se había unido con la Esquerra Comunista (EC) de Andreu Nin en noviembre de 1935 para formar el Partido Obrero de Unificación Marxista (POUM). 
Como órganos del BOC destacaron el semanario en castellano La Batalla (1930), L' Hora (1930)  el Hora i Front (1932) de Barcelona y la Espurna (1932) y Avant (1932) de las comarcas de Gerona y Lérida.